# Šiničiro Tomonaga
Šiničiro Tomonaga [šiničíro tomonága] ali Sin-Itiro Tomonaga (japonsko 朝永 振一郎 Tomonaga Shin'ichirō), japonski fizik, * 31. marec, 1906, Tokio, Japonska, † 8. julij, 1979, Tokio.
Tomonaga je delal na področju kvantne elektrodinamike. Za svoje delo je leta 1965 prejel Nobelovo nagrado za fiziko skupaj s Feynmanom in Schwingerjem.
V 30. letih 20. stoletja je sodeloval v Heisenbergovi raziskovalni skupini v Leipzigu. Po 2. svetovni vojni je od leta 1949 delal na Inštitutu za višji študij v Princetonu. Tukaj je raziskoval enorazsežne fermionske sestave in iz tega področja je istega leta objavil knjigo Kvantna mehanika.
Leta 1974 je objavil knjigo Zgodba o spinu in v letu svoje smrti dokončal knjigo Kaj fizika je?.